# Copa eslovena de futbol
La copa eslovena de futbol (oficialment Pokal Hervis), és la segona competició futbolística eslovena. És organitzada per la NZS, i es disputa per eliminatòries.
La competició es disputà entre 1953 i 1990 dins de la República Federal Socialista de Iugoslàvia, i a partir de 1991 dins de l'estat independent eslovè.
Des de l'any 2005, la final se celebra a un sol partit, tot i que va ser a doble partit en el període comprès entre 1994 i 2004.

## Historial
Font:
| Temporada | Campió                    | Resultat           | Finalista             |
| --------- | ------------------------- | ------------------ | --------------------- |
| 1991–92   | NK Maribor (1)            | 0-0 (prò.) (4-3 p) | Olimpija Ljubljana    |
| 1992–93   | Olimpija Ljubljana (1)    | 2-1                | Publikum Celje        |
| 1993–94   | NK Maribor (2)            | 0-1 / 3-1          | NK Mura Murska Sobota |
| 1994–95   | NK Mura Murska Sobota (1) | 1-1 / 1-0          | Publikum Celje        |
| 1995–96   | Olimpija Ljubljana (2)    | 1-0 / 1-1          | Primorje Ajdovscina   |
| 1996–97   | NK Maribor (3)            | 0-0 / 3-0          | Primorje Ajdovscina   |
| 1997–98   | Rudar Velenje (1)         | 3-0 / 1-2          | Primorje Ajdovscina   |
| 1998–99   | NK Maribor (4)            | 3-2 / 2-0          | Olimpija Ljubljana    |
| 1999–00   | Olimpija Ljubljana (3)    | 1-2 / 2-0          | Korotan Prevalje      |
| 2000–01   | HIT Gorica (1)            | 0-1 / 4-2          | Olimpija Ljubljana    |
| 2001–02   | HIT Gorica (2)            | 4-0 / 2-1          | Aluminij Kidricevo    |
| 2002–03   | Olimpija Ljubljana (4)    | 1-1 / 2-2          | Publikum Celje        |
| 2003–04   | NK Maribor (5)            | 4-0 / 3-4          | NK Dravograd          |
| 2004–05   | Publikum Celje (1)        | 1-0                | ND Gorica             |
| 2005–06   | FC Koper (1)              | 1-1 (prò.) (5-3 p) | Publikum Celje        |
| 2006–07   | FC Koper (2)              | 1-0                | NK Maribor            |
| 2007–08   | Interblock (1)            | 2-1                | NK Maribor            |
| 2008–09   | Interblock (2)            | 2-1                | FC Koper              |
| 2009–10   | NK Maribor (6)            | 3-2 (prò.)         | NK Domžale            |
| 2010–11   | NK Domžale (1)            | 4-3                | NK Maribor            |
| 2011–12   | NK Maribor (7)            | 2-2 (prò.) (3-2 p) | NK Celje              |
| 2012–13   | NK Maribor (8)            | 1-0                | NK Celje              |
| 2013–14   | ND Gorica (3)             | 2-0                | NK Maribor            |
| 2014–15   | FC Koper (3)              | 2-0                | NK Celje              |
| 2015–16   | NK Maribor (9)            | 2-2 (prò.) (7-6 p) | NK Celje              |
| 2016–17   | NK Domžale (2)            | 1-0                | Olimpija Ljubljana    |
| 2017-18   | Olimpija Ljubljana (1)    | 6-1                | NK Aluminij Kidričevo |
| 2018–19   | Olimpija Ljubljana (2)    | 2–1                | NK Maribor            |
| 2019–20   | NŠ Mura Murska Sobota (1) | 2–0                | NK Nafta 1903         |
| 2020–21   | Olimpija Ljubljana (3)    | 2–1                | NK Celje              |
| 2021–22   | FC Koper (4)              | 3–1                | NK Bravo              |
| 2022–23   | Olimpija Ljubljana (4)    | 2–1 (prò.)         | NK Maribor            |
| 2023–24   | NK Rogaška (1)            | 1–1 (prò.) (6-5 p) | ND Gorica             |

1. ↑  L'Olimpia original va fer fallida i va desaparèixer el 2005. El mateix any es va fundar NK Bežigrad. El 2008, el club va rebatejar com a Olimpija Ljubljana. Legalment, l'original i el nou club són dues entitats diferents.
2. ↑  El Mura original va fer fallida i va desaparèixer el 2005. Legalment, l'original i el nou club són dues entitats diferents.